# Sardan
Pour l’article ayant un titre homophone, voir Sardent.
Sardan est une commune française située dans le centre du département du Gard, en région Occitanie.
Exposée à un climat méditerranéen, elle est drainée par le Vidourle, le Brestalou et par deux autres cours d'eau. La commune possède un patrimoine naturel remarquable composé de trois zones naturelles d'intérêt écologique, faunistique et floristique.
Sardan est une commune rurale qui compte 352 habitants en 2022, après avoir connu une forte hausse de la population depuis 1975.  Elle fait partie de l'aire d'attraction de Montpellier. Ses habitants sont appelés les Sardanois ou  Sardanoises.
Le patrimoine architectural de la commune comprend un immeuble protégé au titre des monuments historiques : le château, classé en 1996.

## Géographie
Le village est situé en bordure du Vidourle.
La commune de Sardan comprend le hameau de Toupiargues.

### Climat
Pour des articles plus généraux, voir Climat de l'Occitanie et Climat du Gard.
En 2010, le climat de la commune est de type climat méditerranéen franc, selon une étude s'appuyant sur une série de données couvrant la période 1971-2000. En 2020, Météo-France publie une typologie des climats de la France métropolitaine dans laquelle la commune est exposée à un climat méditerranéen et est dans la région climatique Provence, Languedoc-Roussillon, caractérisée par une pluviométrie faible en été, un très bon ensoleillement (2 600 h/an), un été chaud (21,5 °C), un air très sec en été, sec en toutes saisons, des vents forts (fréquence de 40 à 50 % de vents > 5 m/s) et peu de brouillards.
Pour la période 1971-2000, la température annuelle moyenne est de 13,9 °C, avec une amplitude thermique annuelle de 17,1 °C. Le cumul annuel moyen de précipitations est de 870 mm, avec 6,6 jours de précipitations en janvier et 3,1 jours en juillet. Pour la période 1991-2020, la température moyenne annuelle observée sur la station météorologique la plus proche, située sur la commune de Vic-le-Fesq à 3 km à vol d'oiseau, est de 14,2 °C et le cumul annuel moyen de précipitations est de 844,7 mm,. Pour l'avenir, les paramètres climatiques de la commune estimés pour 2050 selon différents scénarios d'émission de gaz à effet de serre sont consultables sur un site dédié publié par Météo-France en novembre 2022.

### Milieux naturels et biodiversité
L’inventaire des zones naturelles d'intérêt écologique, faunistique et floristique (ZNIEFF) a pour objectif de réaliser une couverture des zones les plus intéressantes sur le plan écologique, essentiellement dans la perspective d’améliorer la connaissance du patrimoine naturel national et de fournir aux différents décideurs un outil d’aide à la prise en compte de l’environnement dans l’aménagement du territoire.
Une ZNIEFF de type 1 est recensée sur la commune :
la « rivière du Vidourle entre Sardan et Lecques » (193 ha), couvrant 6 communes du département et deux ZNIEFF de type 2, : 
- les « plaines et garrigues du Nord Montpelliérais » (13 097 ha), couvrant 25 communes dont 6 dans le Gard et 19 dans l'Hérault[9] ;
- la « vallée du Vidourle de Sauve aux étangs » (691 ha), couvrant 21 communes dont 16 dans le Gard et 5 dans l'Hérault[10].

Carte des ZNIEFF de type 1 et 2 à Sardan.
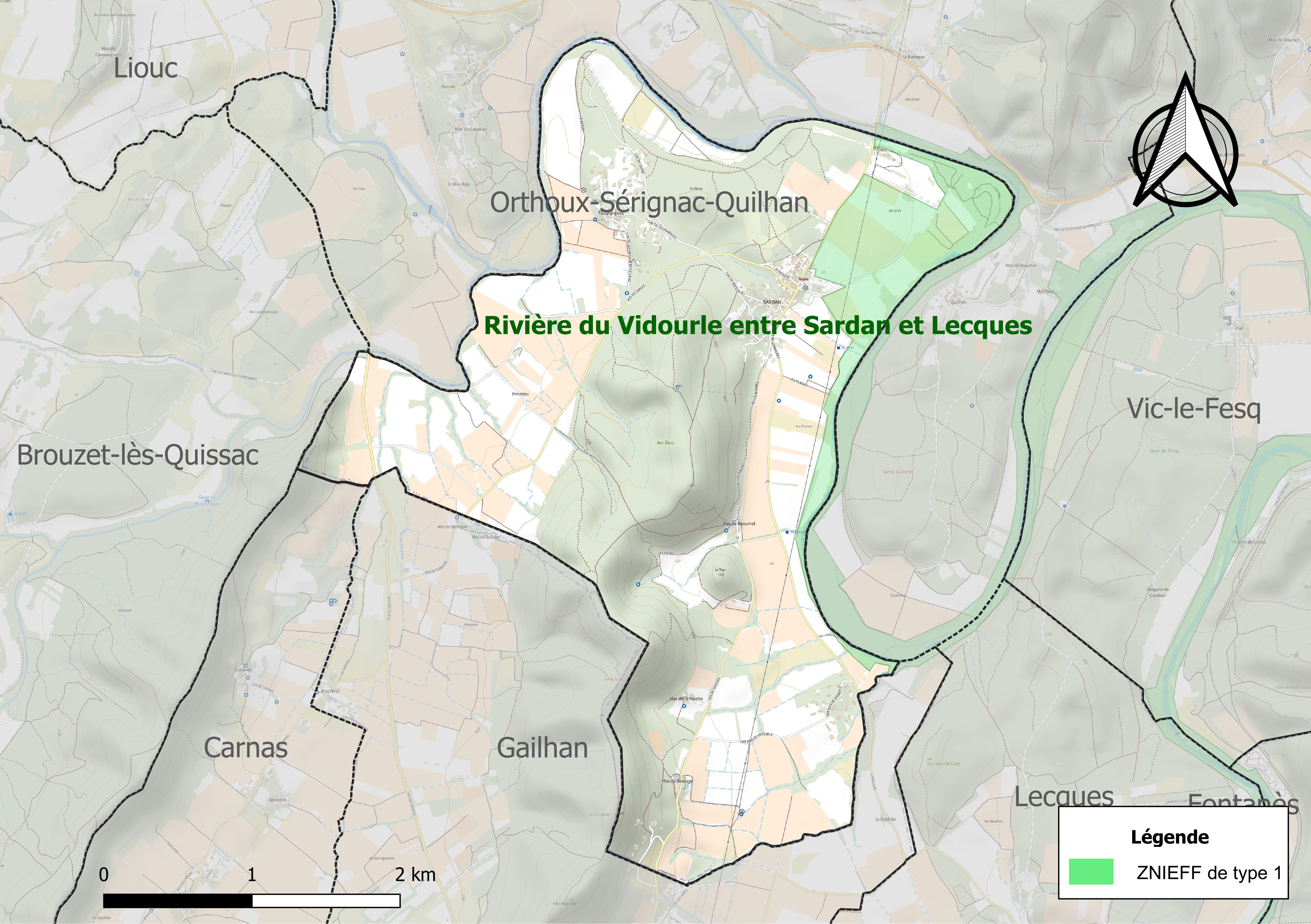
Carte de la ZNIEFF de type 1 sur la commune.
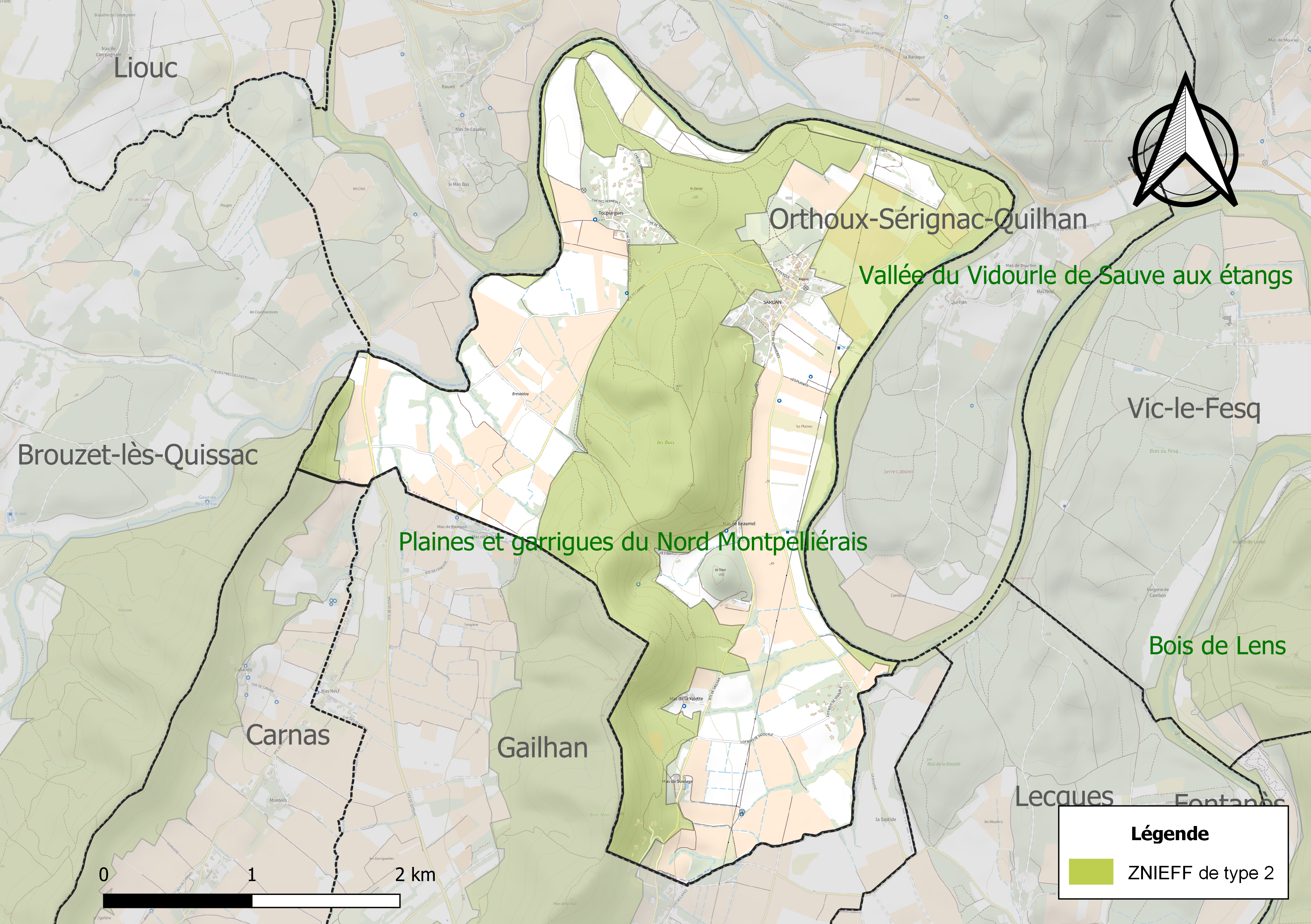
Carte des ZNIEFF de type 2 sur la commune.

## Urbanisme

### Typologie
Au 1er janvier 2024, Sardan est catégorisée commune rurale à habitat dispersé, selon la nouvelle grille communale de densité à sept niveaux définie par l'Insee en 2022.
Elle est située hors unité urbaine. Par ailleurs la commune fait partie de l'aire d'attraction de Montpellier, dont elle est une commune de la couronne,. Cette aire, qui regroupe 161 communes, est catégorisée dans les aires de 700 000 habitants ou plus (hors Paris),.

### Occupation des sols
L'occupation des sols de la commune, telle qu'elle ressort de la base de données européenne d’occupation biophysique des sols Corine Land Cover (CLC), est marquée par l'importance des territoires agricoles (59,1 % en 2018), en diminution par rapport à 1990 (62,9 %). La répartition détaillée en 2018 est la suivante : 
cultures permanentes (50,4 %), forêts (39,7 %), zones agricoles hétérogènes (8,7 %), zones urbanisées (1,2 %). L'évolution de l’occupation des sols de la commune et de ses infrastructures peut être observée sur les différentes représentations cartographiques du territoire : la carte de Cassini (XVIIIe siècle), la carte d'état-major (1820-1866) et les cartes ou photos aériennes de l'IGN pour la période actuelle (1950 à aujourd'hui).

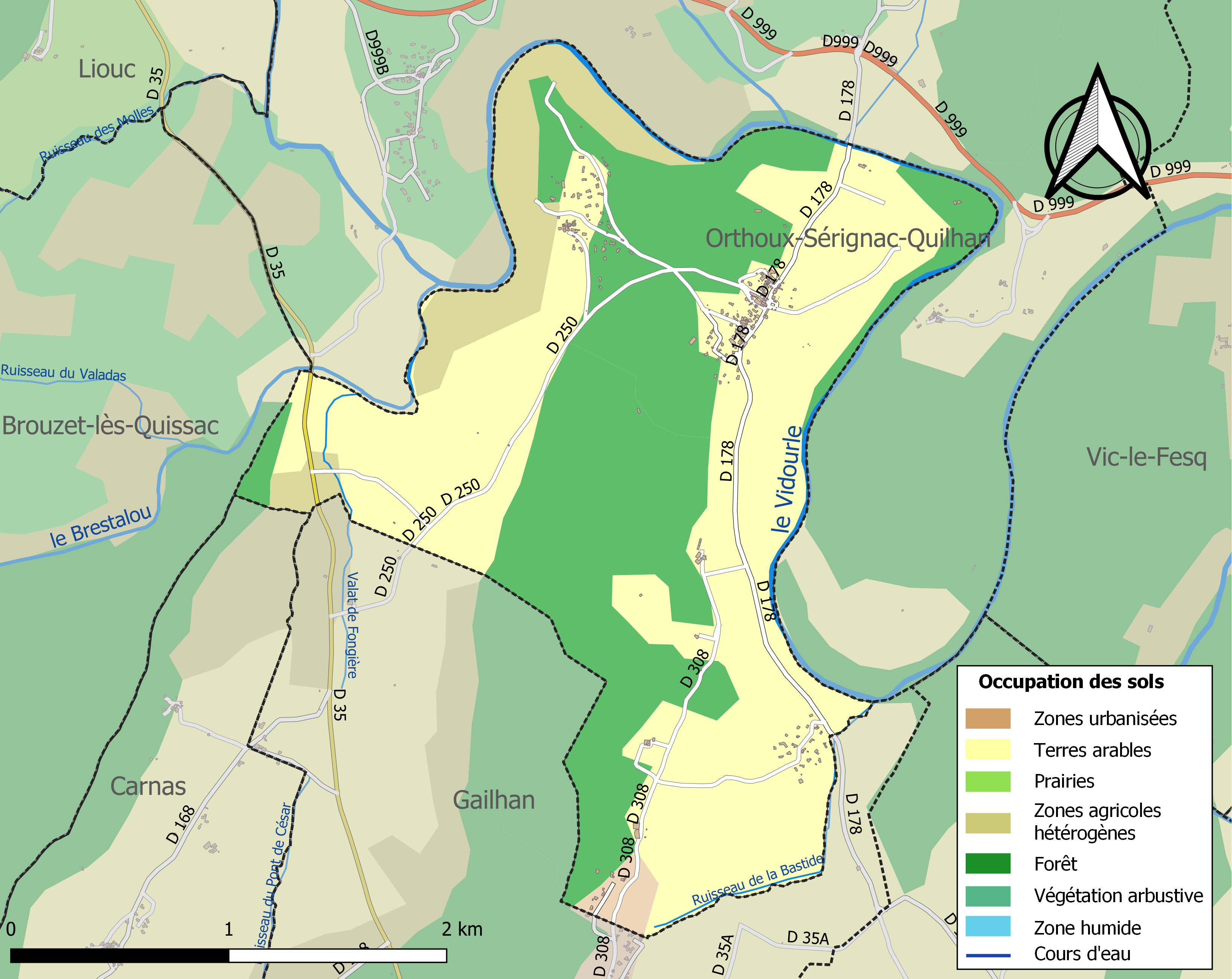
Carte des infrastructures et de l'occupation des sols de la commune en 2018 (CLC).

### Risques majeurs
Le territoire de la commune de Sardan est vulnérable à différents aléas naturels : météorologiques (tempête, orage, neige, grand froid, canicule ou sécheresse), inondations, feux de forêts et séisme (sismicité faible). Un site publié par le BRGM permet d'évaluer simplement et rapidement les risques d'un bien localisé soit par son adresse soit par le numéro de sa parcelle.
Certaines parties du territoire communal sont susceptibles d’être affectées par le risque d’inondation par débordement de cours d'eau et par une crue torrentielle ou à montée rapide de cours d'eau, notamment le Vidourle et le Brestalou. La commune a été reconnue en état de catastrophe naturelle au titre des dommages causés par les inondations et coulées de boue survenues en 1982, 1992, 1993, 1994, 1995, 2001, 2002, 2014 et 2021,.

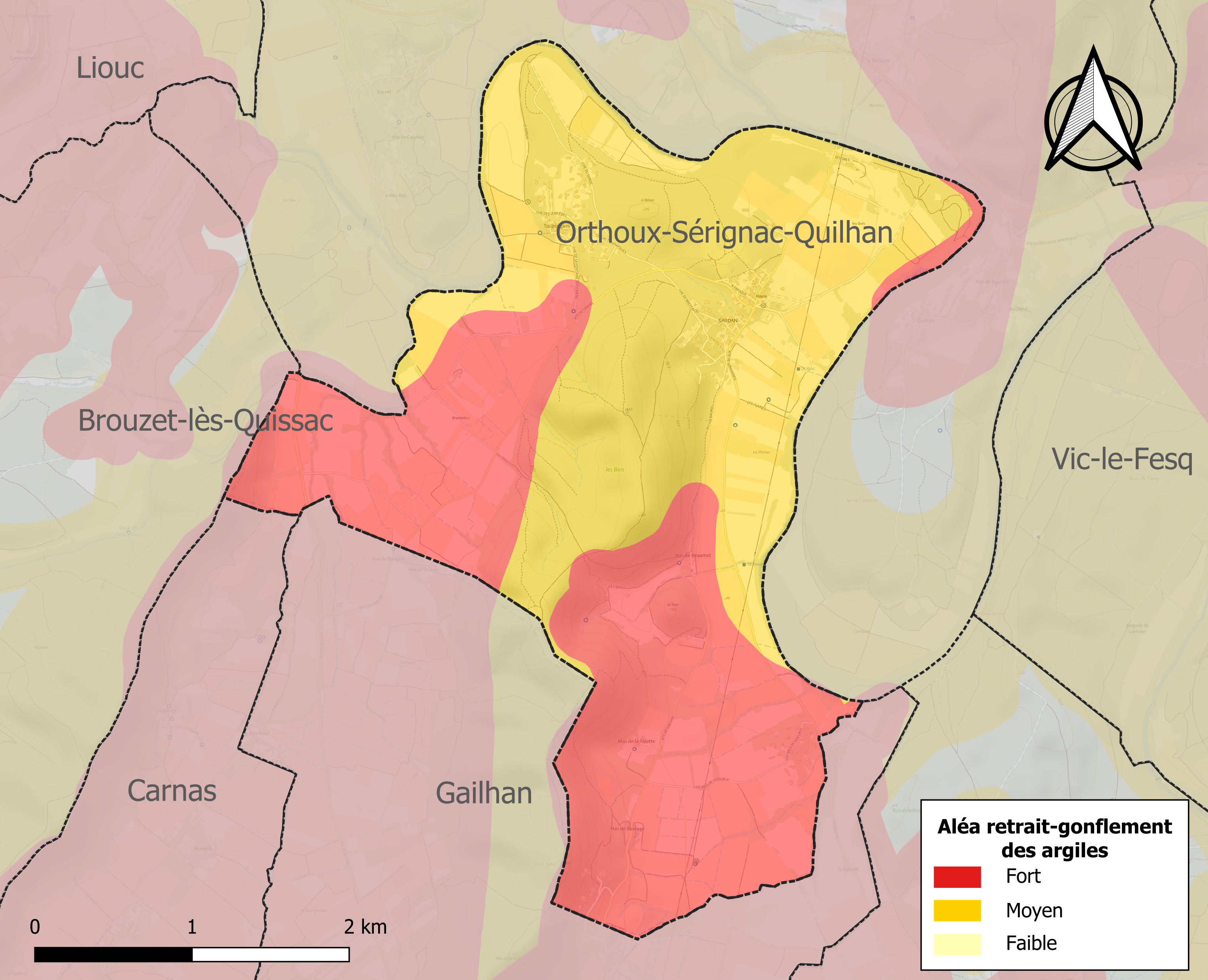
Carte des zones d'aléa retrait-gonflement des sols argileux de Sardan.

Le retrait-gonflement des sols argileux est susceptible d'engendrer des dommages importants aux bâtiments en cas d’alternance de périodes de sécheresse et de pluie. La totalité de la commune est en aléa moyen ou fort (67,5 % au niveau départemental et 48,5 % au niveau national). Sur les 173 bâtiments dénombrés sur la commune en 2019, 173 sont en aléa moyen ou fort, soit 100 %, à comparer aux 90 % au niveau départemental et 54 % au niveau national. Une cartographie de l'exposition du territoire national au retrait gonflement des sols argileux est disponible sur le site du BRGM,.
Par ailleurs, afin de mieux appréhender le risque d’affaissement de terrain, l'inventaire national des cavités souterraines permet de localiser celles situées sur la commune.

## Histoire
La première trace du village remonte à 1609, les archives mentionnant la « communauté de Gailhan et Sardan ». Sardan devient une commune à part entière à la Révolution. Elle devient autonome religieusement dans les années 1840 : c’est alors qu’une église est construite.

## Politique et administration
| Période                                  | Période      | Identité             | Étiquette | Qualité              |
| ---------------------------------------- | ------------ | -------------------- | --------- | -------------------- |
| mars 1989                                | mars 2001    | Michel Argelliers    |           |                      |
| mars 2001                                | février 2012 | Philippe Chagnolleau | DVD       |                      |
| février 2012                             | mars 2014    | Jean Boyer           | SE        | Viticulteur retraité |
| mars 2014                                | En cours     | Véronique Lefort     | SE        |                      |
| Les données manquantes sont à compléter. |              |                      |           |                      |

### Canton
La commune fait partie du canton de Quissac. Le canton dépend de l'arrondissement d'Alès et de la cinquième circonscription du Gard dont le député est William Dumas (PS).

## Démographie
L'évolution du nombre d'habitants est connue à travers les recensements de la population effectués dans la commune depuis 1793. Pour les communes de moins de 10 000 habitants, une enquête de recensement portant sur toute la population est réalisée tous les cinq ans, les populations de référence des années intermédiaires étant quant à elles estimées par interpolation ou extrapolation. Pour la commune, le premier recensement exhaustif entrant dans le cadre du nouveau dispositif a été réalisé en 2004.

En 2022, la commune comptait 352 habitants, en évolution de +24,82 % par rapport à 2016 (Gard : +2,97 %, France hors Mayotte : +2,11 %).
| 1793 | 1800 | 1806 | 1821 | 1831 | 1836 | 1841 | 1846 | 1851 |
| ---- | ---- | ---- | ---- | ---- | ---- | ---- | ---- | ---- |
| 143  | 150  | 138  | 166  | 164  | 157  | 175  | 171  | 186  |

| 1856 | 1861 | 1872 | 1876 | 1881 | 1886 | 1891 | 1896 | 1901 |
| ---- | ---- | ---- | ---- | ---- | ---- | ---- | ---- | ---- |
| 222  | 220  | 164  | 152  | 139  | 144  | 132  | 171  | 171  |

| 1906 | 1911 | 1921 | 1926 | 1931 | 1936 | 1946 | 1954 | 1962 |
| ---- | ---- | ---- | ---- | ---- | ---- | ---- | ---- | ---- |
| 169  | 189  | 173  | 170  | 185  | 161  | 137  | 134  | 128  |

| 1968 | 1975 | 1982 | 1990 | 1999 | 2004 | 2006 | 2009 | 2014 |
| ---- | ---- | ---- | ---- | ---- | ---- | ---- | ---- | ---- |
| 112  | 99   | 135  | 175  | 239  | 254  | 258  | 264  | 277  |

| 2019 | 2022 | - | - | - | - | - | - | - |
| ---- | ---- | - | - | - | - | - | - | - |
| 337  | 352  | - | - | - | - | - | - | - |

## Économie

### Revenus
En 2018  (données Insee publiées en septembre 2021), la commune compte 139 ménages fiscaux, regroupant 319 personnes. La médiane du revenu disponible par unité de consommation est de 23 430 € (20 020 € dans le département).

### Emploi
|                | 2008   | 2013   | 2018  |
| -------------- | ------ | ------ | ----- |
| Commune        | 10,9 % | 10,5 % | 8,3 % |
| Département    | 10,6 % | 12 %   | 12 %  |
| France entière | 8,3 %  | 10 %   | 10 %  |

En 2018, la population âgée de 15 à 64 ans s'élève à 204 personnes, parmi lesquelles on compte 75 % d'actifs (66,7 % ayant un emploi et 8,3 % de chômeurs) et 25 % d'inactifs,. En  2018, le taux de chômage communal (au sens du recensement) des 15-64 ans est inférieur à celui de la France et du département, alors qu'en 2008 la situation était inverse.
La commune fait partie de la couronne de l'aire d'attraction de Montpellier, du fait qu'au moins 15 % des actifs travaillent dans le pôle,. Elle compte 32 emplois en 2018, contre 24 en 2013 et 23 en 2008. Le nombre d'actifs ayant un emploi résidant dans la commune est de 139, soit un indicateur de concentration d'emploi de 22,8 % et un taux d'activité parmi les 15 ans ou plus de 59,8 %.
Sur ces 139 actifs de 15 ans ou plus ayant un emploi, 24 travaillent dans la commune, soit 17 % des habitants. Pour se rendre au travail, 91,8 % des habitants utilisent un véhicule personnel ou de fonction à quatre roues, 2 % les transports en commun, 3,4 % s'y rendent en deux-roues, à vélo ou à pied et 2,7 % n'ont pas besoin de transport (travail au domicile).

### Activités hors agriculture
26 établissements sont implantés  à Sardan au 31 décembre 2019. Le tableau ci-dessous en détaille le nombre par secteur d'activité et compare les ratios avec ceux du département,.
Le secteur de la construction est prépondérant sur la commune puisqu'il représente 30,8 % du nombre total d'établissements de la commune (8 sur les 26 entreprises implantées  à Sardan), contre 15,5 % au niveau départemental.

### Agriculture
|               | 1988 | 2000 | 2010 | 2020 |
| ------------- | ---- | ---- | ---- | ---- |
| Exploitations | 17   | 12   | 5    | 8    |
| SAU (ha)      | 230  | 193  | 129  | 120  |

La commune est dans les Garrigues, une petite région agricole occupant le centre du département du Gard. En 2020, l'orientation technico-économique de l'agriculture  sur la commune est la viticulture. Huit exploitations agricoles ayant leur siège dans la commune sont dénombrées lors du recensement agricole de 2020 (17 en 1988). La superficie agricole utilisée est de 120 ha,,.

## Culture locale et patrimoine

### Lieux et monuments
- Église Notre-Dame de Sardan (1847)
- Puits (1877)[25]
- Le Château de Sardan

## Héraldique
| Blason de Sardan | Blason  | Tranché: au 1 d'azur à la bande ondée d'argent à dextre accompagnée d'une chouette d'or, au 2 de gueules à la bande ondée d'argent à senestre accompagnée d'une croix cléchée, vidée et pommetée de douze pièces d'or; à la lettre capitale S de sable brochant en cœur. |
| Blason de Sardan | Détails | Créé par JF Binon. Sur site de la Communauté de Communes du Piémont Cévenol, 2018. |